# San Gorgonio Mountain

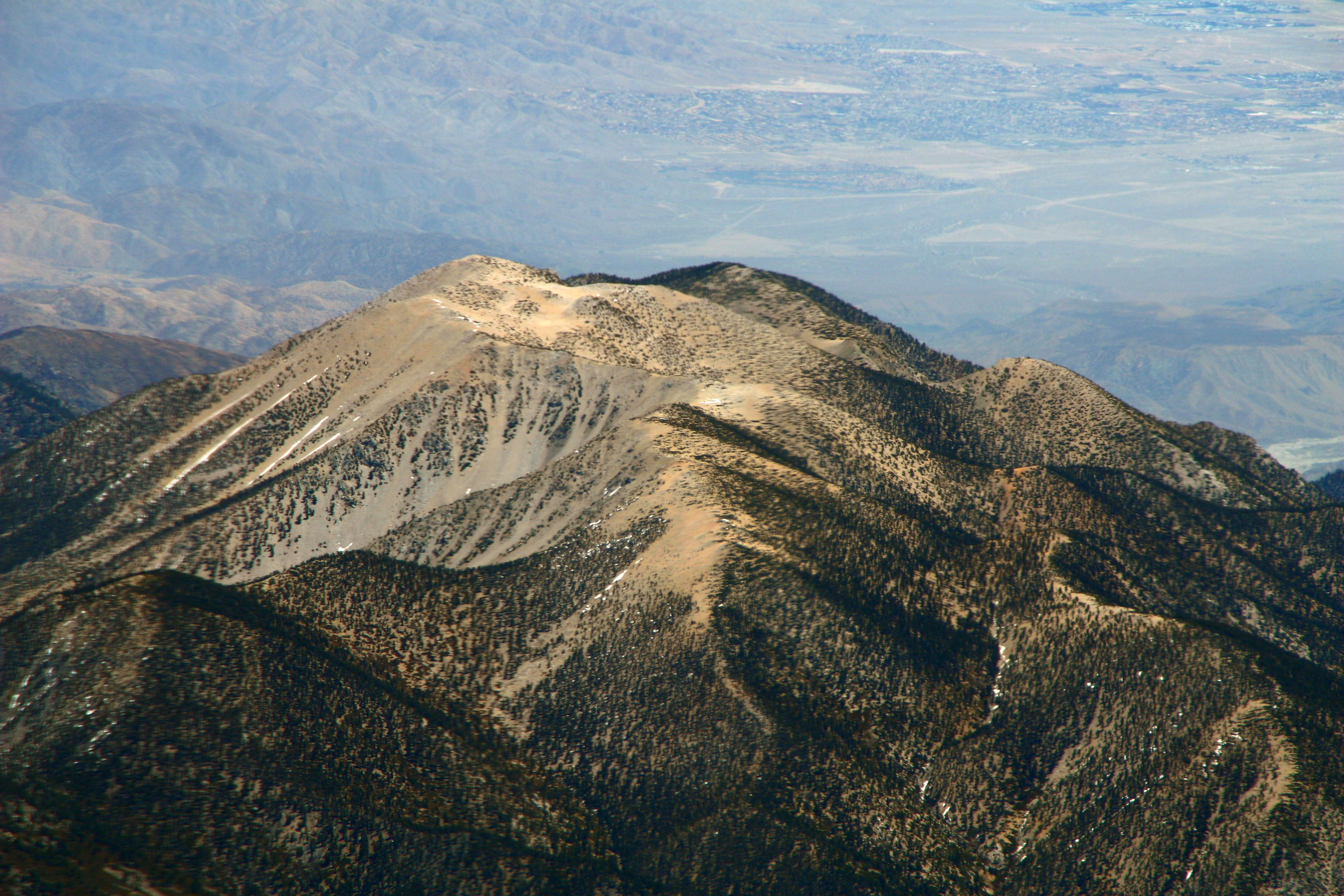
San Gorgonio Mountain

San Gorgonio Mountain (även "Mount San Gorgonio", eller "Old Greyback") är den högsta bergstoppen i södra Kalifornien med sina 3506 meter över havet. Den ligger i San Bernardino Mountains, 42 km öster om staden San Bernardino  och 19 km nordnordost om San Gorgonio Pass. Berget ligger i San Bernardino National Forest och floden Santa Ana River har sin källa norr om berget. Spanska missionärer i området gav berget sitt namn under det tidiga 1800-talet efter Sankt Gorgonius. Berget syns från Palm Springs i Coachella Valley.